# Der Spitze Stein (Hinterweiler)
Der Spitze Stein ist ein Menhir bei Hinterweiler im Landkreis Vulkaneifel in Rheinland-Pfalz.

## Lage und Beschreibung
Der Menhir befindet sich nordöstlich von Hinterweiler auf einem Feld auf erhöhtem Gelände kurz unterhalb des höchsten Punktes. Er diente als wichtiger zentraler Versammlungsort. Bis in die Mitte des 19. Jahrhunderts markierte er nach landläufiger Auffassung den Mittelpunkt des Landkreises. Am Spitzen Stein versammelten sich die als wehrtauglich gemusterten Männer und wurden von dort aus in die Garnisonsstädte gebracht.
Der Menhir besteht aus Basaltlava. Er hat eine Höhe von 73 cm, eine Breite von 120 cm und eine Tiefe von 40 cm. Er ist unregelmäßig plattenförmig. Der Stein hatte wohl ursprünglich eine Spitze, die zerstört wurde. Weiterhin ist er durch Pflügen stark mit Erde bedeckt worden, so dass er insgesamt sehr viel niedriger erscheint als in seinem ursprünglichen Zustand.

## Der Menhir in regionalen Sagen
Um den Spitzen Stein ranken sich zwei Sagen. Die erste berichtet von Einwohnern des Dorfes Waldkönigen, die in den umliegenden Orten Arbeit verrichteten und auf dem Heimweg stets am Spitzen Stein vorbeikamen. Regelmäßig spukte es dort. Einige Leute sahen einen Schimmel vorbei galoppieren, andere sahen Gestalten, hörten Stimmen, Gepolter oder Geheul. Ein Arbeiter aus Betteldorf war einst in der Nacht auf dem Weg von Steinborn nach Hinterweiler, da erschien ihm eine leuchtende Kugel und begleitete ihn bis zur Kreuzung nach Hinterweiler. Auf dem Hagelberg tauchte sie aber plötzlich wieder auf und verfolgte den Flüchtenden, bis er das Tal erreicht hatte. Er wollte daraufhin nie wieder den Weg über Hinterweiler nehmen, sondern lief stattdessen von da an große Umwege nach Waldkönigen.
Eine zweite Sage berichtet von einem Schäfer, dem ein Bewohner eines umliegenden Dorfes Geld schuldete. Da der Schäfer wusste, dass sein Schuldner abends am Spitzen Stein vorbeikam, schob er seinen Karren an den Stein, versteckte sich darin und wartete auf den Schuldner. Als dieser vorüber kam, sprang er auf und rief ihm mit lauter und verstellter Stimme zu, er solle seine Schulden beim Schäfer bezahlen. Ob dieser Streich die gewünschte Wirkung erzielte, ist nicht überliefert.